# 李秀根和金炳萬的上流社會
《李壽根和金炳萬的上流社會》（韓語：이수근 김병만의 상류사회），為韓國JTBC電視台之綜藝節目，每期有嘉賓和李壽根、金炳萬一起生活在屋塔房的兩個房間。通過不同的遊戲和小比賽贏得各種家電和生活用品，在屋塔房的各種食物等用品，由觀眾自願快遞給嘉賓。2013年2月9日加入2名固定MC，神童和金聖圭，2013年6月15日為節目的最後一期。

## 演員
1號房
- 李壽根
- 金炳萬

3號房
- 神童
- 金聖圭

快遞員
- 第一代快遞員：安宰賢 （到2012年12月15日）
- 第二代快遞員：吳賢雄 （2012年12月22日開始）

## 拍攝地點
白光建築屋頂 首爾市 永登浦區
第一季　第一個屋塔房
- 左邊房間：李壽根
- 右邊房間：金炳萬

第二季　三間屋塔房
- 1號房
  - 住戶：李壽根、金炳萬（長期住戶）
- 2號房
  - 特殊構造的房間（有狗洞及閣樓）
  - 住戶：特別嘉賓
  - 用途：屋塔房班常會
- 3號房
  - 住戶：43~62集（嘉賓）、62集後（神童、金聖圭）為長期住戶

特輯
- 左邊房間 - 李壽根
- 右邊房間 - 金炳萬

## 屋塔房班常會
每次根據不同的主題提名心目中適合的人選，經過工作人員票選，得票最高者可獲得高級家電。

## 每期嘉賓
| 集數 | 播出日期       | 嘉賓                                                      |
| ---- | -------------- | --------------------------------------------------------- |
| 22   | 2012年5月12日  | Sistar                                                    |
| 26   | 2012年6月2日   | 金鐘民                                                    |
| 34   | 2012年7月28日  | Infinite（張東雨、李成烈、L、李成鍾） After School        |
| 35   | 2012年8月4日   | Infinite（張東雨、李成烈、L、李成鍾） After School        |
| 42   | 2012年9月22日  | 殷志源、李準                                              |
| 43   | 2012年9月29日  | 殷志源、MBLAQ（李準、Mir）                                |
| 44   | 2012年10月6日  | 殷志源、MBLAQ（李準、Mir）                                |
| 45   | 2012年10月13日 | Infinite （金聖圭、張東雨、南優鉉、李成烈）               |
| 46   | 2012年10月20日 | Infinite （金聖圭、張東雨、南優鉉、李成烈）               |
| 47   | 2012年10月27日 | Infinite （金聖圭、張東雨、南優鉉、李成烈）               |
| 48   | 2012年11月3日  | Secret                                                    |
| 49   | 2012年11月10日 | Secret                                                    |
| 50   | 2012年11月17日 | Secret                                                    |
| 51   | 2012年11月24日 | 帝國之子、U-KISS                                          |
| 52   | 2012年12月1日  | 現場觀眾                                                  |
| 53   | 2012年12月8日  | Sistar （寶拉、昭宥）                                     |
| 54   | 2012年12月15日 | 寶拉、昭宥、宋恩伊、金淑                                  |
| 55   | 2012年12月22日 | 上半部：寶拉、昭宥、宋恩伊、金淑 下半部：神童、銀赫、晟敏 |
| 56   | 2012年12月29日 | Super Junior（神童、銀赫、晟敏）                          |
| 57   | 2013年1月5日   | Super Junior（神童、銀赫、晟敏） 梁世炯、尹亨彬、朴徽淳   |
| 58   | 2013年1月12日  | 梁世炯、尹亨彬、朴徽淳、李國主、朴娜萊、張度練            |
| 59   | 2013年1月19日  | 梁世炯、尹亨彬、朴徽淳、李國主、朴娜萊、張度練            |
| 60   | 2013年1月26日  | （叢林特輯上、下篇） Ricky Kim、柳談、盧宇振、朴正哲      |
| 61   | 2013年2月2日   | （叢林特輯上、下篇） Ricky Kim、柳談、盧宇振、朴正哲      |
| 62   | 2013年2月9日   | （此期後2人均成為固定入住） 金聖圭、神童                  |
| 63   | 2013年2月16日  | 全炫茂、崔松賢                                            |
| 64   | 2013年2月23日  | 全炫茂、崔松賢                                            |
| /    | 2013年3月2日   | 由於轉播WBC棒球比賽停播一次                               |
| 65   | 2013年3月9日   | 2AM (趙權、瑟雍、鄭珍雲)                                  |
| 66   | 2013年3月16日  | 2AM (趙權、瑟雍、鄭珍雲)                                  |
| 67   | 2013年3月23日  | 上半部：趙權、瑟雍、鄭珍雲 下半部：李英子、權珍英、金淑   |
| 68   | 2013年3月30日  | 李英子、權珍英、金淑                                      |
| 69   | 2013年4月6日   | 李英子、權珍英、金淑                                      |
| 70   | 2013年4月13日  | 上半部：李英子、權珍英、金淑 下半部：趙惠蓮、申奉仙       |
| 71   | 2013年4月20日  | 趙惠蓮、申奉仙                                            |
| 72   | 2013年4月27日  | 趙惠蓮、申奉仙                                            |
| 73   | 2013年5月4日   | 上半部：趙惠蓮、申奉仙 下半部：率悲、鄭茱莉、姜藝彬       |
| 74   | 2013年5月11日  | 率悲、鄭茱莉、姜藝彬                                      |
| 75   | 2013年5月18日  | Infinite（缺張東雨）                                      |
| 76   | 2013年5月25日  | Infinite（缺張東雨）                                      |
| 77   | 2013年6月1日   | 上半部：Infinite 下半部：SHINee（溫流、KEY）              |
| 78   | 2013年6月8日   | 79集為最後一期 SHINee （溫流、KEY）                       |
| 79   | 2013年6月15日  | 79集為最後一期 SHINee （溫流、KEY）                       |

## 外部連結
-  JTBC 李秀根和金炳萬的上流社會 官方網站[]